# Парламентские выборы в Южной Корее (1960)
Парламентские выборы были проведены в Южной Корее 29 июня 1960 года.
Выборы проходили после Апрельской революции 1960 года, в результате которой президент Ли Сын Ман, возглавлявший Либеральную партию, ушёл в отставку и покинул страну, что создало предпосылки для реальной политической конкуренции на этих парламентских выборах. На выборах победу одержала Демократическая партия, которая получила 175 из 233 мест в парламенте, и 31 из 58 мест в Палате советников. Либеральная партия, лишившись поддержки свергнутого президента, потерпела сокрушительное поражение, набрав лишь 2,8 % голосов и получив лишь 2 места в парламенте. Явка избирателей была 84,3 %.

## Результаты выборов

### Парламент
| Партия                           | Число поданных голосов | %    | Число мест в парламенте | +/-          |
| -------------------------------- | ---------------------- | ---- | ----------------------- | ------------ |
| Демократическая партия           | 3 786 401              | 41,7 | 175                     | +96          |
| Массовая социалистическая партия | 541 021                | 6,0  | 4                       | Новая партия |
| Либеральная партия               | 249 960                | 2,8  | 2                       | -124         |
| Социалистическая партия Кореи    | 57 965                 | 0,6  | 1                       | Новая партия |
| Корейская партия независимости   | 26 649                 | 0,3  | 0                       | Новая партия |
| Партия объединения               | 17 293                 | 0,2  | 1                       | Новая партия |
| Другие партии                    | 149 366                | 1,1  | 1                       | -            |
| Независимые                      | 4 249 180              | 46,8 | 49                      | -41          |
| Недействительные бюллетени       | 701 086                | -    | -                       | -            |
| Всего                            | 9 778 921              | 100  | 233                     | 0            |
| Источник: Nohlen et al.          |                        |      |                         |              |

### Палата советников
| Партия                           | Число поданных голосов | %    | Число мест |
| -------------------------------- | ---------------------- | ---- | ---------- |
| Демократическая партия           | 5 491 527              | 51,4 | 31         |
| Либеральная партия               | 658 748                | 6,1  | 4          |
| Массовая социалистическая партия | 146 059                | 1,4  | 1          |
| Социалистическая партия Кореи    | 135 160                | 1,3  | 1          |
| Другие партии                    | 188 792                | 1,7  | 1          |
| Независимые                      | 4 067 343              | 38,1 | 20         |
| Недействительные бюллетени       |                        | -    | -          |
| Всего                            | 10 682 629             | 100  | 58         |
| Источник: Nohlen et al.          |                        |      |            |